# Blepharita deluccai
Blepharita deluccai là một loài bướm đêm trong họ Noctuidae.